# 情報センター出版局
情報センター出版局（じょうほうセンターしゅっぱんきょく）は、紙媒体書籍およびデジタル媒体書籍の企画・出版・販売を事業とする出版社である。

## 会社概要
1979年に、雑誌の売行きが好調で書籍の売行きが低迷した時期に、書籍に特化した出版社として創業。海外旅行で役立つ会話文をまとめた『旅の指さし会話帳』シリーズが有名であり、他にもサブカルチャーとノンフィクション分野を得意としている。現在はデジタル媒体を利用した商品も手掛けている。
初期には編集者の星山佳須也（のちに、三五館社長）により、椎名誠、村松友視をはじめとした昭和軽薄体と呼ばれた著者たちのエッセイ本を、シリーズ「Century press」（センチュリープレス）から多数刊行した。

## 沿革
- 1979年 - 創業[2]。
- 1990年7月27日 - 設立[1]。

## 主な出版物
- 「旅の指さし会話帳」シリーズ
- 椎名誠「さらば国分寺書店のオババ」
- 村松友視『私、プロレスの味方です 金曜午後八時の論理』
- 星野博美「転がる香港に苔は生えない」（第32回大宅壮一ノンフィクション賞受賞）
- 城戸久枝「あの戦争から遠く離れて」（第39回大宅壮一ノンフィクション賞受賞）
- 横田増生「アマゾン・ドット・コムの光と影」
- まついなつき「笑う出産」
- メイ牛山「メイ牛山のもっと長寿の食卓」
- ローラ・ボー「私は仮面の妖精だった」
- 中松義郎「「スジ・ピカ・イキ」で考えろ」
- 仲畑貴志「みんなのつぶやき万能川柳」
- 筆坂秀世・鈴木邦男「私たち、日本共産党の味方です。」
- 黒岩祐治「救急医療にメス」
- 新井将敬「神話への挑戦　団塊の世代は黙って死なない」
- 新井真理子「最後の恋文 天国のあなたへ—「新井将敬の妻」は私の天職だった」
- 板東英二「板東英二のもっと言わせろ、プロ野球!」
- 泉麻人「東京検定　ぐんぐん東京力がつく厳選100問」
- 小林英樹「ゴッホの遺言」
- 篠原勝之「人生はデーヤモンド」
- 三代目魚武濱田成夫「三代目魚武浜田成夫 ―前代未聞の途中の自叙伝―」
- マミヤ狂四郎「アジア裏世界遺産」
- 安東弘樹・川幡由佳「安東さんちの子育てちからこぶ」
- 長戸勇人「クイズは創造力」
- 永田喜彰「永田喜彰のクイズ全書」
- 能勢一幸「能勢一幸のクイズ全書」
- 水津康夫「水津康夫のクイズ全書」
- 佐々木桂「キューケイくん」